# Troels Marstrand (fabrikant)
 Der er flere personer med dette navn, se Troels Marstrand (bagermester).
Troels Marstrand (født 9. maj 1854 i København, død 16. maj 1929 smst) var en dansk direktør, bror til Jacob og Sophus Marstrand.
Han var søn af værktøjsmager, cand.polyt. Theodor Marstrand (1817-1863) og hustru Mathilde født Janssen (død 1900). Efter faderens død blev han opdraget af farbroderen Troels Marstrand. Han stod i lære hos T.M. Werner og Smith & Marstrand og etablerede sammen med Poul Glud i 1879 firmaet Glud & Marstrand, som i 1895 blev et aktieselskab. Indtil 1914 var han adm. direktør for firmaet og blev derefter medlem af kontrolkomiteen.
Han er begravet på Frederiksberg Ældre Kirkegård, men gravstedet er nedlagt.